# Валекупа ди Сопра (Асколи Пичено)
Валекупа ди Сопра (итал. Vallecupa di Sopra) насеље је у Италији у округу Асколи Пичено, региону Марке.
Према процени из 2011. у насељу је живело 14 становника. Насеље се налази на надморској висини од 618 м.